# Rodrigo Lussich
Rodrigo Francisco Lussich Pérez (Montevideo, 30 de noviembre de 1972) es un periodista y presentador uruguayo que ha desarrollado su carrera en Argentina. Es conductor junto a Adrián Pallares de Intrusos 25 años por América y anteriormente de Socios del espectáculo por eltrece.

## Biografía
Nació en Montevideo en 1972, como el segundo hijo y el único varón de Gustavo Lussich y Charo Pérez, quienes se conocieron mientras estudiaban en la Escuela Municipal de Arte Dramático. Posee ascendencia croata por línea paterna, y es pariente del presidente de la Nación Argentina, Javier Milei. Su infancia transcurrió entre su ciudad natal y Brasil; vivió en Río de Janeiro, São Paulo y Florianópolis.
Inició su trayectoria en la década de 1990 como copresentador de Fiestas populares argentinas en Canal 7. Tiempo después trabajó como cronista de exteriores (movilero) en Radio 10 y como actor en el circuito under del teatro porteño. Luego especializó su carrera en el periodismo del espectáculo y la farándula.
Saltó al reconocimiento televisivo cuando integró el equipo de Los profesionales de siempre con Viviana Canosa en Canal 9 y cuando fue panelista de Cómplices y testigos con Carmen Barbieri. por América TV. 
El reconocimiento radiofónico lo obtuvo en Hola Chiche con Chiche Gelblung.
Como actor formó parte de algunas obras de Carmen Barbieri.
Durante el 2009 vivió en la ciudad de Mar del Plata y en 2013 volvió a Radio 10.
Junto al periodista Adrián Pallares, compañero en distintas instancias laborales, estuvo al frente de los sitios de noticias RatingCero y Tele Bajo Cero.

## Televisión
| Año                      | Programa                           | Canal      | Rol                                 |
| ------------------------ | ---------------------------------- | ---------- | ----------------------------------- |
| 1995-2001                | Fiestas populares argentinas       | Canal 7    | Conductor                           |
| 2002                     | Despues de hora                    | Canal 9    | Cronista                            |
| 2003                     | Cómplices y testigos               | América TV | Panelista                           |
| 2006-2008                | Los profesionales de siempre       | Canal 9    | Panelista                           |
| 2009                     | Bendita                            | Canal 9    | Panelista                           |
| 2010-2011                | Este es el show                    | Canal 13   | Panelista                           |
| 2013                     | Animales sueltos                   | América TV | Panelista                           |
| 2013                     | Dale la tarde                      | Canal 13   | Panelista                           |
| 2013                     | AM, Antes del Mediodía             | Telefe     | Panelista                           |
| 2014                     | Viviendo con las estrellas         | América TV | Jurado                              |
| 2014                     | La previa del show                 | Magazine   | Conductor                           |
| 2015-2016                | Infama                             | América TV | Conductor                           |
| 2015                     | Gran Hermano 2015: La casa en vivo | América TV | Conductor                           |
| 2016                     | Vas a ver!                         | Canal 26   | Conductor                           |
| 2016                     | Polémica en el bar                 | Telefe     | Panelista                           |
| 2017-2020                | Confrontados                       | elnueve    | Conductor                           |
| 2020-2022                | El show de los escandalones        | América TV | Conductor                           |
| 2020-2021                | Intrusos en el espectáculo         | América TV | Panelista                           |
| 2021-2022, 2025-presente | Intrusos en el espectáculo         | América TV | Conductor (junto a Adrián Pallares) |
| 2021                     | Intrusos Especial                  | América TV | Conductor (junto a Adrián Pallares) |
| 2022-2024                | Socios del espectáculo             | eltrece    | Conductor (junto a Adrián Pallares) |
| 2022                     | El Debate del Hotel                | eltrece    | Conductor (junto a Adrián Pallares) |
| 2024                     | Cuestión de peso                   | eltrece    | Conductor de reemplazo              |
| 2024                     | Por amor o por dinero              | eltrece    | Negociador                          |

## Radio
| Año              | Programa                | Emisora                      | Rol               |
| ---------------- | ----------------------- | ---------------------------- | ----------------- |
| 1987-1989        | Con buenas ondas        | Radio Antártida              | Conductor         |
| 1990-1991        | Con buenas ondas        | FM Laser                     | Conductor         |
| 1992-1993        | Antes que nada          | FM Okey                      | Conductor         |
| 1994-1995        | Pila a diario           | FM Horizonte                 | Coconductor       |
| 1996-1997        | Pila a diario           | Radio Splendid               | Conductor         |
| 1998-2002        | Informativo de Radio 10 | Radio 10                     | Cronista/Movilero |
| 2003             | Pila a diario           | Radio El Mundo               | Conductor         |
| 2004-2005        | Pila a diario           | Blue 100.7                   | Conductor         |
| 2006-2008        | Pila a diario           | Vale 97.5                    | Conductor         |
| 2009             | En Línea                | Somos Radio                  | Comentarista      |
| 2009-2017        | Un día divino           | Radio Brisas - Mar del Plata | Conductor         |
| 2010-2012        | Pila a diario           | AM 750                       | Conductor         |
| 2013             | Hola, Chiche            | Radio 10                     | Comentarista      |
| 2015             | Y más                   | Radio con Vos                | Conductor         |
| 2016             | Hoy es el día           | Radio Latina                 | Conductor         |
| 2018             | Hoy es el día           | Cadena 3                     | Conductor         |
| 2019-2020 y 2022 | ATR[6]                  | Pop 101.5                    | Conductor         |
| 2021             | Un día divino           | La 990                       | Conductor         |